# معاوضة ربوية
المعاوضة الربوية نوع من المعاوضات المالية في علم الفقه، ضمن فقه المعاملات، والمعاوضة هي: عقد بين طرفين يبذل كل منهما مالا للآخر على وجه المبادلة، والمعاوضة الربوية هي: التي يكون فيها تبادل مالين ربويين، والأعيان الربوية في الشرع الإسلامي في شيئين هما: النقد والطعم. فالنقد يشمل جنسين هما: الذهب والفضة، والطعم هو: ما قصد لطعم الإنسان تقوتا كالبر والشعير أو تفكها كالتمر أو تداويا كالأعشاب الطبية أو إصلاحا كالملح والفلفل. وتكون صورة المعاوضة الربوية في: بيع الذهب بالذهب، والفضة بالفضة، والتمر بالتمر، وهكذا في بيع مطعوم بمثله كبيع شعير بشعير. وفي سنن أبي داود وغيره حديث: عن عمر رضي الله عنه قال: قال رسول الله صلى الله عليه وسلم:
《الذهب بالذهب ربا إلا هاء وهاء، والفضة بالفضة ربا إلا هاء وهاء، والبر بالبر ربا إلا هاء وهاء، والشعير بالشعير ربا إلا هاء وهاء، والتمر بالتمر ربا إلا هاء وهاء، والملح بالملح ربا إلا هاء وهاء، مثلا بمثل سواء بسواء.》متفق عليه وفي رواية لمسلم 《عينا بعين فمن زاد أو ازداد فقد أربى》.
وعلة الربا عند أبي حنيفة في الذهب والفضة الوزن، وفي غيرهما الكيل، وعلة الربا عند مالك والشافعي في الذهب والفضة كونهما جنس الأثمان، وفي غيرهما عند مالك كونها من القوت المدخر، وعند الشافعي كونها مطعومات.

## المعاوضة الربوية
المعاوضة الربوية هي: تبادل مالين ربويين، والربا لغة: الزيادة، واصطلاحا: (عقد على عوض غير معلوم التماثل في معيار الشرع أو مع تأخير في العوضين أو أحدهما).
و للربا علتان هما: النقد باعتباره جنس الأثمان، -عند مالك والشافعي-، أو باعتبار أن العلة فيه هي الوزن، -عند أبي حنيفة وأحمد- والطعم لكونه مما يقتات ويدخر، -عند مالك-، أو لكونه مطعوما، -عند الشافعي-، أو لكون العلة فيه هي الكيل، -عند أبي حنيفة وأحمد-، وللنقد جنسان، هما: الذهب والفضة، والطعم هو: ما قصد للطعم تقوتا كالقمح، أو تفكها كالزبيب، أو تداويا كالأدوية، أو إصلاحا كالملح. والمعاوضة الربوية أقسام
- 1-اتحاد العلة والجنس وهو: أن يتحد العوضان في علة الربا، بأن يكون بيع نقد بنقد، أو مطعوم بمطعوم، وأن يتحد العوضان في الجنس الربوي كبيع ذهب بذهب، أو فضة بفضة، أو تمر بتمر. ولا يصح هذا البيع إلا بثلاثة شروط هي:

1. الحلول بمعنى: عدم التأجيل.
2. التقابض بمعنى: قبض العوضين في مجلس العقد.
3. التماثل بمعنى: اتفاق العوضين في المقدار، كيلا في المكيل ووزنا في الموزون، مثل: مائة جرام ذهب بمائة جرام ذهب،

- 2-اتحاد العلة واختلاف الجنس مثل: بيع ذهب بفضة أو تمر بزبيب، ولا يصح هذا البيع إلا بشرطين هما:

1. الحلول بمعنى: عدم التأجيل.
2. التقابض بمعنى: تسليم العوضين في مجلس العقد.

- 3-اختلاف العلة والجنس مثل: بيع ذهب بتمر، وهذا البيع صحيح لا يدخله الربا.

## المعاوضة الربوية في النقد
النقد يقصد به المال الربوي أي: ذات جنس الذهب والفضة، سواء كانا مضروبين على هيئة عملة نقدية، أو غير مضروبين كالتبر والسبائك، والمصاغ على هيئة حلي أو غيره، ويطلق على الخالص منهما. وهما متحدان في علة الربا، وهي: النقدية، أو الوزن، وللمعاوضة الربوية فيهما صورتان هما:
- 1-اتحاد الجنس كبيع ذهب بذهب، أو فضة بفضة. وهو غير جائز إلا بثلاثة شروط هي:

1. الحلول بمعنى: عدم التأجيل في العوضين أو أحدهما، ويسمى: ربا النسيئة بسبب التأجيل.
2. التقابض بمعنى: قبض العوضين في مجلس العقد، ويسمى: -عند الشافعية ربا اليد عند عدم التقابض في المجلس.
3. التماثل بمعنى: التساوي في المقدار كبيع مائة جرام ذهب خالص مقابل مائة جرام ذهب خالص، فإذا تفاوت العوضان في مقدار الوزن باعتبار الخالص منهما! دخل الربا في هذه المعاوضة، ويسمى: ربا الفضل بسبب الزيادة في أحد العوضين.

- 3-اختلاف الجنس، كبيع ذهب بفضة، ويصح بشرطين: الحلول والتقابض.

ربا النقد هو: بيع ذهب بذهب أو فضة بذهب، ويشمل المضروب وغيره، والمضروب من النقد هو: (المعمول على هيئة عملة نقدية من الذهب والفضة). و يصدق على الصرف وهو: بيع نقد بنقد، وقد تصرف عملة بأخرى لاختلاف الصفات، كاستبدال عملة قديمة بأخرى جديدة، أو خالصة بمغشوشة  أو صحيحة -غير مجزئة- بمكسرة بمعنى: مجزئة إلى أجزاء مثل: ثمانية أجزاء دينار ذهب مقابل دينار ذهب صحيح -غير مكسر-.
وغير المضروب مثل: الحلي من الذهب والفضة، ومن المعرف في محلات الذهب أنهم يشترون الذهب من الزبون بقيمة أقل مما يبيعونه منه، فإذا ما أراد الشخص بيع ما لديه من الذهب، مقابل ذهب يشتريه من محل الذهب! فسيضطر مثلا: إلى يشتري مائة جرام، مقابل دفع مائة وعشرة جرام ذهب تقريبا، وهذا البيع حرام شرعا، يقع البائع والمشتري في إثم الربا، ويسمى: ربا الفضل لوجود الزيادة في أحد العوضين، ويمكن التخلص من الربا بأحد أمرين:-
- 1-استيفاء الشروط وهي: الحلول، والتقا بض، والتساوي في مقدار العوضين، لكن البائع لا يقبل بالشرط الأخير.
- 2-أن يبيع من صاحب المحل بثمن من غير الذهب ويقبض الثمن، ثم يشتري ما شاء بعد ذلك.

ولا يصح بيع الذهب بالذهب، ولا الفضة بالفضة، إلا حالا من غير تأجيل، بقبض العوضين في المجلس، وتساوي العوضين في الوزن باعتبار الخالص، من غير اعتبار الجودة والرداءة، والصحة والتكسير

## المعاوضة الربوية في المطعومات
اتفق جمهور الفقهاء على أن الربا في الذهب والفضة، وأجناس المطعومات، وأن المطعومات تشمل كل قوت مدخر، مقدر بالكيل، وقد ورد في الحديث ستة أجناس، هي: الذهب والفضة والبر والشعير والتمر والملح، ويقاس على الأقوات المذكوة في الحديث غيرها -عند الجمهور- مثل: الزبيب قياسا على التمر، والأقوات كالعدس والذرة وغيرها، قياسا علي البر والشعير، فيشمل الأقوات القابلة للإدخار، والممكن ضبطها بالكيل، في حال بيع الجنس منها بمثله. ولبيع المطعوم بمطعوم حالتان هما:
- 1-اتحاد العوضين في العلة والجنس، كبيع البر بالبر والشعير بالشعير والتمر بالتمر وهكذا، ولا يصح هذا البيع إلا بثلاثة شروط هي: الحلول والتقابض والتماثل، كما سبق في الذهب والفضة، والتماثل في المطعومات هو: تساوي العوضين في المقدار باعتبار الكيل، ويعتبرحال كمال النفع، وحصول الجفاف، ويكون في الأقوات بعداشتداد الحب وجفافه، وتحول الرطب إلى تمر، و العنب إلى زبيب، وهكذا، لأن المطعومات لا يتحقق فيها التماثل إلا في حال الكمال، أما قبل الكمال! فيتعذر ضبط التماثل، وهو: في الأجناس الرطبة، كالتفاح وكل مطعوم حال عدم جفافه. ولا يصح بيع الربوي منه بمثله عند الشافعية إلا في صور يجوز فيها بيع رطب برطب، كبيع اللبن باللبن، ورطب بجاف في بيع الرطب بالتمر، فيما دون خمسة أوسق، بشروط في بيع العرايا، وهو: بيع ثمر النخل بتمر.
- 2-اتحاد العلة واختلاف الجنس، كبيع شعير بتمر، فيصح بشرطين الحلول والتقابض.

## حكم المعاوضة الربوية
للمعاوضة في المال الربوي في الشريعة الإسلامية حالتان، أولهما: عند استيفاء الشروط المطلوبة شرعا، تكون المعاوضة صحيحة، فمثلا: إذا صرف ديناراً صحيحا من الذهب بثمانية أجزاء مكسرة منه، وتم التقابض! فهذه المعاوضة صحيحة، لما فيها من التعاون، وبذل المعروف، لمن يحتاج إلى الصرف من غير الحصول منه على فائدة مادية.
ثانيهما: عند عدم توفر الشروط المطلوبة شرعا، تكون المعاوضة غير صحيحة، يأثم المتعاقدان بسبب تعاطي الربا، الذي أجمع المسلمون على تحريمه بالإضافة إلى ما فيه من الإحتكار، واستغلال ذوي الحاجة، وهو مخالف لما يدعو إليه الإسلام من التراحم، وحسن التعامل، وبذل المعروف.

## ربا القرض
ربا القرض هو: الذي تكون فيه زيادة للمقرض، مشروطة في العقد. وصورته: أن يقترض الشخص قدرا من المال، مؤجلا لمدة، ويشترط عليه المقرض زيادة. كأن يقرضه مائة مثلا، لمدة عام، ليردها مائة وعشرين، فالزائد على المائة هو الربا الحرام في الشرع الإسلامي، وقد كان في الجاهلية وجود التعامل بالربا، فكان ذو الحاجة، أو الفقير و العائل يقترض مالا من الغني فيشترط عليه زيادة، فإذا يتمكن من قضاء الدين عند حلول أجله؛ اشترط عليه وألزمه بمضاعفة تلك الزيادة، وكلما ازداد التأخير؛ طلب مضاعفة الزيادة. وعندما جاء الإسلام؛ أبطل هذا التعامل، ونهى عنه، وحث على معونة المعسر، وإبراءه -تطوعا من غير إلزام- وأمر بإمهاله إلى حين ميسرة. وأمر الذين كان لهم تعامل به الجاهلية ممن أسلموا: أن يتوبوا إلى الله تعالى مماسلف، ولهم أصول أموالهم، يستردونها من غير زيادة، لا يظلمون في الإسلام بأخذ أموالهم، ولا يظلمون غيرهم بأخذ الزيادة.
| قال الله تعالى: ﴿يَا أَيُّهَا الَّذِينَ آمَنُوا اتَّقُوا اللَّهَ وَذَرُوا مَا بَقِيَ مِنَ الرِّبَا إِنْ كُنْتُمْ مُؤْمِنِينَ ۝٢٧٨ فَإِنْ لَمْ تَفْعَلُوا فَأْذَنُوا بِحَرْبٍ مِنَ اللَّهِ وَرَسُولِهِ وَإِنْ تُبْتُمْ فَلَكُمْ رُءُوسُ أَمْوَالِكُمْ لَا تَظْلِمُونَ وَلَا تُظْلَمُونَ ۝٢٧٩﴾ [البقرة:278–279] وقال الله تعالى: ﴿يَا أَيُّهَا الَّذِينَ آمَنُوا لَا تَأْكُلُوا الرِّبَا أَضْعَافًا مُضَاعَفَةً وَاتَّقُوا اللَّهَ لَعَلَّكُمْ تُفْلِحُونَ ۝١٣٠﴾ [آل عمران:130] |
| —انظر تفسير الطبري سورة البقرة، وسورة آل عمران آية:130 |